# جوناتان غولدستاين
جوناثان لويس غولدشتاين (بالإنجليزية: Jonathan Goldstein)‏ (ولد في 4 ديسمبر 1964) هو ممثل أميركي اشتهر بدوره والتر نيكولز في المسرحية الهزلية نيكلوديون دريك أند جوش.

## روابط خارجية
- جوناتان غولدستاين على موقع IMDb (الإنجليزية)
- جوناتان غولدستاين على موقع قاعدة بيانات الفيلم (الإنجليزية)